# Geria
Geria település Spanyolországban, Valladolid tartományban. Geria Simancas, Villanueva de Duero, Tordesillas, Velliza, Villán de Tordesillas és Robladillo községekkel határos. Lakosainak száma 488 fő (2024).

## Népesség
A település népessége az utóbbi években az alábbiak szerint változott:
| Lakosok száma | 481  | 473  | 478  | 485  | 508  | 513  | 508  | 509  | 504  | 488  |
|               | 2001 | 2004 | 2007 | 2009 | 2012 | 2014 | 2017 | 2019 | 2022 | 2024 |